# 达特福德足球俱乐部
达特福德足球俱乐部（英語：Dartford Football Club）是位於英格蘭東南部肯特郡達特福德（Dartford）的職業足球會，現時在英格蘭足球聯賽系統第六級的英格蘭足球全國聯賽南參賽。 
2007/08年球季達特福德以依斯米安聯賽甲組北區（Division One North）冠軍身份晉級超聯組（Premier Division）參賽。雖然首季只位列中游的第8位，但翌季贏得冠軍錦標順利升班到英格蘭足球議會南部聯賽。同樣以第10位的中游成績結束升班的首個球季，翌季以第2位參加升班附加賽，準決賽兩回合累計3-1淘汰贝辛斯托克（Basingstoke Town），再於決賽獲得主場之利以1-0擊敗威灵联（Welling United）取得升班議會全國聯賽的資格。
達特福德於1888年由當地的工人俱樂部的會員組成，主場位於2006年11月11日啟用的王子公园（Princes Park），是國內最環境友善的體育場之一，上蓋種植景天屬植物作為天然空气滤清器，並置有太陽能板，用膠合木材（Glulam）支撐頂蓋，亦有設有回收水系統和節能照明等。

## 榮譽
- 英格蘭足總錦標亞軍： 1973/74年；
- 英格蘭足球議會南部聯賽附加賽冠軍：2011/12年；
- 英格蘭足球依斯米安聯賽超聯組冠軍：2009/10年；
- 英格蘭足球依斯米安聯賽甲組北區冠軍：2007/08年；
- 英格蘭足球南部聯賽冠軍：1930/31年、1931/2年、1973/74年、1983/84年；
- 英格蘭足球南部聯賽東部分區冠軍：1930/31年、1931/32年；
- 英格蘭足球南部聯賽南部組冠軍：1980/81年；
- 英格蘭足球南部聯賽乙組冠軍：1896/97年；
- 英格蘭足球南部聯賽盃冠軍：1976/77年、1987/88年、1988/89年；

## 外部連結
- Official website （页面存档备份，存于）
- Unofficial forum （页面存档备份，存于）
- Unofficial website （页面存档备份，存于）